# آنبی
آنبی (به سوئدی: Aneby) یک منطقهٔ مسکونی در سوئد است که در بخش آنبی واقع شده‌است. آنبی ۳٫۳۷ کیلومتر مربع مساحت و ۳٬۳۶۷ نفر جمعیت دارد.